# Call Me When You're Sober
«Call Me When You're Sober» — другий сингл другого студійного альбому американської рок-групи «Evanescence» — «The Open Door». Написана Емі Лі і Террі Бальзамо. В США вийшла 25 вересня 2006.
На ITunes сингл вийшов в середині серпня. Сестри Емі, Керрі і Лорі Лі, виконують у пісні другорядні вокали. Пісня потрапила в Top 5 на «Canadian BDS» Airplay Charts і в Top 10 на «Billbord» Hot 100. 28 серпня 2006 пісня посіла 1 місце на «MTV's» TRL, це був перший раз, коли пісня гурту зайняла 1 місце на TRL. 17 лютого 2007 сингл отримав Платину (RIAA) продаючи 1 мільйон копій.

## Музичне відео
Зйомки почались і закінчились на другому тижні липня 2006. 7 серпня відеокліп вперше транслювався на MTV2 в США і на MuchOnDemand в Канаді.
Чоловіка у музичному відео грав британський актор Олівер Годвілл.

## Список пісень
CD-сингл №1
| #  | Назва                                          | Тривалість |
| -- | ---------------------------------------------- | ---------- |
| 1. | «Call Me When You're Sober» (Album version)    | 3:34       |
| 2. | «Call Me When You're Sober» (Acoustic version) | 3:37       |

CD-сингл №2
| #  | Назва                                          | Тривалість |
| -- | ---------------------------------------------- | ---------- |
| 1. | «Call Me When You're Sober» (Album version)    | 3:34       |
| 2. | «Call Me When You're Sober» (Acoustic version) | 3:37       |
| 3. | «Making of the Video» (Video clip)             | 5:20       |
| 4. | «Call Me When You're Sober» (Music video)      | 3:33       |

LP-сингл (Реліз: вересень 2006)
| #  | Назва                                          | Тривалість |
| -- | ---------------------------------------------- | ---------- |
| 1. | «Call Me When You're Sober» (Album version)    | 3:34       |
| 2. | «Call Me When You're Sober» (Acoustic version) | 3:37       |

## Чарти
| Чарт (2006)                               | Місце |
| ----------------------------------------- | ----- |
| U.S. Billboard Hot 100                    | 10    |
| U.S. Billboard Pop 100                    | 10    |
| U.S. Billboard Hot Mainstream Rock Tracks | 5     |
| U.S. Billboard Hot Modern Rock Tracks     | 4     |
| U.S. Billboard Adult Top 40               | 8     |
| Australia ARIA Top 50 Singles             | 5     |
| Canadian Top 100 Airplay                  | 3     |

| Чарт (2006)                      | Місце |
| -------------------------------- | ----- |
| France Top 100 Singles           | 20    |
| Germany Top 100 Singles          | 13    |
| Ireland Top 50 Singles           | 13    |
| Italy Top 50 Singles             | 3     |
| New Zealand RIANZ Top 40 Singles | 3     |
| Spanish Los 40 Principales       | 24    |
| U.K. Top 75 Singles              | 4     |